# 가톨릭농민회
가톨릭농민회는 농촌공동체 조성, 친환경농업기술개발, 친환경농업교육·홍보 등을 통한 국내친환경 농업발전에 기여할 목적으로 1999년 7월 16일 설립된 대한민국 농림축산식품부 소관의 사단법인이다. 사무실은 서울특별시 서초구 방배동 477-8 태우빌딩 303호에 있다.

## 주요 사업
- 식량주권과 통일농업 실현을 위한 활동
- 사람과 땅을 비롯한 자연을 살리는 생명농업의 실천
- 서로 함께 사는 생활공동체 활동
- 생산자와 소비자가 서로 만나 나누는 직거래 활동
- 활동을 올바르게 실천하기 위한 교육훈련, 조사연구, 홍보활동, 기타 유관단체들과의 연대활동
- 국내외 환경농업관련 단체와의 정보 교환, 인적교류 및 연계사업
- 환경농업의 각종 농·축·임산물 생산, 가공, 유통에 관련된 연구사업

## 같이 보기
- 안동교구 가톨릭농민회 사건